# エミリア＝ロマーニャ州

エミリア＝ロマーニャ州
Regione Emilia-Romagna

エミリア＝ロマーニャ州（エミリア＝ロマーニャしゅう、イタリア語: Emilia-Romagna）は、イタリア共和国北東部に位置する州。州都はボローニャ。
ヨーロッパの中で最も豊かな地域の一つであり、一人当たりGDPはイタリア共和国で3番目に高い。ボローニャをはじめ、モデナ、パルマ、フェラーラといったルネサンス都市が所在し、文化・観光の中心地である。食品産業が盛んで、パルミジャーノ・レッジャーノやバルサミコ酢、パルマハムやボローニャソーセージなどの産地である。また、フェラーリやランボルギーニなどが本社を置く自動車産業の中心地でもある。

## 名称
標準イタリア語以外では以下の名称を持つ。
- エミリア語: Emélia-Rumâgna
- ロマーニャ語: Emélia-Rumâgna

州名は、州西部から中部にかけての「エミリア地方」と州東南部「ロマーニャ地方」を結んだものである。ロマーニャ地方はラヴェンナ県、フォルリ＝チェゼーナ県、リミニ県一帯を指す。
「エミリア」地方は、古代ローマ時代に北イタリアの主要街道であったエミリア街道（Via Æmilia）にちなむ。ピアチェンツァとリミニを結ぶ（リミニでフラミニア街道に接続しローマに至る）エミリア街道の名は、建設当時の執政官マルクス・アエミリウス・レピドゥスの名にちなんでいる。「ロマーニャ」地方は、Romània という語から派生したもので、中世初期に東ローマ帝国がラヴェンナを中心としてこの地を支配したことによる。

## 地理

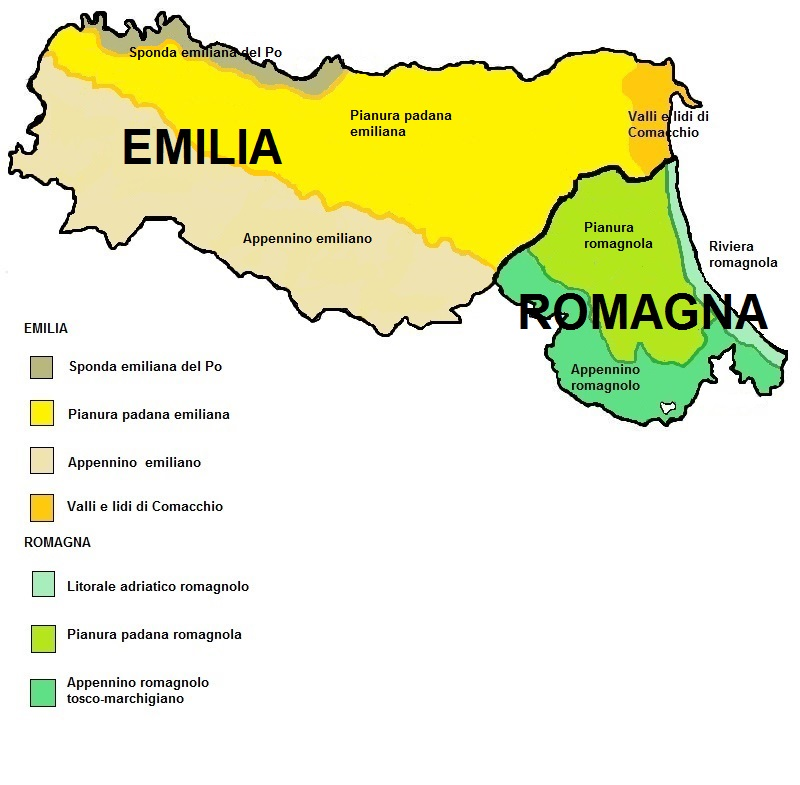
エミリア＝ロマーニャ州の地方

コムーネの高度区分による面積比率。州のおおまかな地形傾向が見て取れる。

### 位置・広がり
イタリア共和国北東部の州で、イタリア半島のつけ根に位置する。南のアペニン山脈、北のポー川に挟まれた地域で、東はアドリア海に面する。
州都ボローニャは、フィレンツェから北へ81km、ヴェネツィアから南西へ130km、アンコーナから北西へ200km、ミラノから南東へ201km、首都ローマから西北西へ306kmの距離にある。
隣接する州および国は以下の通り。
- ヴェネト州 - 北東
- マルケ州 - 南東
- サンマリノ共和国 - 南東
- トスカーナ州 - 南西
- リグーリア州 - 西
- ピエモンテ州 - 西
- ロンバルディア州 - 北西

### 地勢
ポー川流域に位置し、ポー平原が広がる。トスカーナ州を跨ぐ地域にはアペニン山脈がそびえ、一帯は2015年にユネスコの生物圏保護区に指定された。

### 主要な都市
人口10万人以上のコムーネは以下の通り。人口は2012年1月1日現在。
- ボローニャ （ボローニャ県） - 371,151人
- モデナ （モデナ県） - 179,095人
- パルマ （パルマ県） - 175,842人
- レッジョ・エミリア （レッジョ・エミリア県） - 162,570人
- ラヴェンナ （ラヴェンナ県） - 153,458人
- リミニ （リミニ県） - 139,727人
- フェラーラ （フェラーラ県） - 132,295人
- フォルリ （フォルリ＝チェゼーナ県） - 116,363人
- ピアチェンツァ （ピアチェンツァ県） - 100,195人

- ボローニャ
- パルマ
- モデナ
- レッジョ・エミリア
- ラヴェンナ

## 歴史

### 古代
ローマ時代以前、この地はエトルリア人やガリア人（ボイイ族など）の領域の一部であった。現在のボローニャ（エトルリア人の都市でフェルシナと呼ばれた）や、ラヴェンナ（アドリア海沿いにあった潟湖上に築かれた）などは、ローマ以前に起源を有する都市である。ローマ人はガリア人が暮らす北部イタリアを「ガリア」と呼び、ポー川（ラテン語ではパドゥス川（Padus））の南側の地域を「ポー川の手前のガリア」を意味する「ガリア・キスパダナ」（Gallia Cispadana）と呼んだ。
紀元前3世紀以降、ローマ人（共和政ローマ）はこの地域に進出し、紀元前268年にアドリア海沿岸にアリミヌム（現在のリミニ）を建設。ポー平原に勢力を広げ、紀元前218年にポー川河畔に兵営都市プラケンティア（現在のピアチェンツァ）を建設した。
ローマからアリミヌムまではフラミニア街道が紀元前220年に開通した。紀元前187年、アリミヌムとプラケンティアとを結ぶアエミリア街道（エミリア街道、Via Æmilia）が完成し、ローマとポー平原が結ばれることとなった。アエミリア街道沿いには、ボノニア（現在のボローニャ、紀元前189年建設）、ムティナ（現在のモデナ、紀元前183年建設）、レギウム（現在のレッジョ・エミリア、紀元前183年建設）、パルマ（紀元前183年建設）などの都市が建設された。
ローマ人は、現在の北イタリア一帯に属州ガリア（ガリア・キサルピナ）を置いた。属州と本土との境界は、アドリア海側ではラヴェンナとリミニの中間を流れているルビコン川（現在のルビコーネ川、フォルリ＝チェゼーナ県東部）であった。ユリウス・カエサルは紀元前58年にガリア総督として赴任し、ガリア人とのガリア戦争を戦い、紀元前49年に著名なルビコン渡河を行っている（ローマ内戦）。
オクタウィウス（のちのアウグストゥス）は、紀元前42年頃にこの地域をイタリア本土に編入し、第8行政区「アエミリア」（Regio VIII Aemilia）あるいは「キスパダナ」（Cispadana）を置いた。「アエミリア」の領域は、おおむね現在のエミリア＝ロマーニャ州の州域と重なる。

### 中世・近世

#### 中世前期
キリスト教が広まると、この地域に多くの修道院が建設された。これにより、文化的・宗教的な繁栄がもたらされた。
402年、西ローマ帝国のホノリウス帝はラウェンナに都を移している。西ローマ帝国滅亡後、ラウェンナは東ゴート王国の首都となった。540年、東ローマ皇帝ユスティニアヌス1世はラウェンナを占領（ゴート戦争）。以後、東ローマ帝国はイタリア北部をラウェンナ総督領として約250年間支配した。ラヴェンナに5世紀初頭から6世紀末にかけて建設されたキリスト教建築物は「ラヴェンナの初期キリスト教建築物群」として世界遺産に登録されている。
一方で6世紀半ばにはランゴバルド人がポー平原に侵入してランゴバルド王国を建国し、東ローマ帝国と争った。751年、最後のラウェンナ総督はランゴバルド人との戦いで戦死する。756年、フランク王国のピピン3世はランゴバルド王国からラウェンナ地方を奪い、この地を教皇に献上した（ピピンの寄進）。

#### 中世盛期からルネサンス期
中世のこの地域は、政治的には不安定であった。レッジョ・エミリアに近いカノッサ（現在はレッジョ・エミリア県に属する）から出たカノッサ家は、現在の州域西部を中心として南はトスカーナから北はロンバルディアに至る地域を支配する北イタリアの大領主に成長するが、1115年にマティルデ・ディ・カノッサ（1077年の「カノッサの屈辱」の当事者として知られる）が没すると、遺領には自立的な都市国家（コムーネ）群があらわれ、ローマ教皇と神聖ローマ皇帝の対立を背景に都市間・都市内部で抗争を繰り広げた（教皇派と皇帝派）。
相互・内部の抗争に疲弊し、大国の圧迫を受けた中小規模の都市国家では、13世紀後半から14世紀前半にかけて一人の有力者に権力を集中させることで危機を打開することが図られ、事実上の君主制であるシニョリーア制が立てられた。世襲化した著名なシニョーリ（僭主）としてはフェラーラのエステ家、リミニのマラテスタ家などが挙げられる。これらのシニョーリアは、教皇国家やヴェネツィア共和国、ミラノ公国（ヴィスコンティ家、のちスフォルツァ家）などの諸国も交えた争いが行われた。

#### 16-17世紀

1796年、ナポレオン戦争直前のイタリア

16世紀に現在の州域の大部分は教皇領となり、州域西部ではパルマ公国とモデナ公国が独立を維持した。以後、この状態はナポレオン時代を挟みながら、おおむね19世紀のイタリア統一まで続くことになる。
15世紀末から16世紀初頭にかけて、教皇国家はかつての教皇領の統一を図った。チェーザレ・ボルジアは、イーモラやフォルリを支配するカテリーナ・スフォルツァを降し、チェゼーナ、リミニ、ペーザロ、ファエンツァなどの諸都市を征服し、1501年にロマーニャ公爵に叙せられた。
モデナ公国のエステ家は12世紀末にフェラーラでシニョリーア（僭主制）を確立した一族で、その後モデナやレッジョを支配下に収めたが、16世紀末にフェラーラを教皇に奪われたため、モデナやレッジョ・エミリアのみを支配することとなった。
パルマやピアチェンツァを治めるパルマ公国は、1545年にファルネーゼ家出身の教皇パウルス3世が庶子に与えたもので、1731年まで約200年間同家が支配した。その後曲折を経て、1748年からはブルボン家（ブルボン＝パルマ家）がパルマ公を相続した。

### 近代
フランス革命後、イタリアに侵攻したフランス共和国軍を率いたナポレオン・ボナパルトは、この地域を占領した。1796年、モーデナ、ボローニャ、フェッラーラ、レッジョ・エミーリアの代表者はチスパダーナ共和国（首都：ボローニャ）を建国。翌1797年、この国はポー川以北のトランスパダーナ共和国（首都：ミラノ）と合併してチザルピーナ共和国（首都：ミラノ）となった。チザルピーナ共和国はその後イタリア共和国、イタリア王国と改められた。
ナポレオン没落後のウィーン会議により、教皇領、モデナ公国（オーストリア＝エステ家）、パルマ公国が復活した。パルマ女公はナポレオンの皇后であったハプスブルク家（ハプスブルク＝ロートリンゲン家）皇女のマリア・ルイーザであったが、1847年にブルボン家（ブルボン＝パルマ家）の手に戻った。
イタリア統一の展開の中、これらの国では親サルデーニャ派が主導権を握り、1859年には中央統合諸州が結成された。1860年に住民投票が行われ、モデナ公国・パルマ公国の領土と、「レガツィオーネ」と呼ばれた教皇領の北部 (it:Legazione delle Romagne) はサルデーニャ王国に編入された。1861年、サルデーニャ王ヴィットーリオ・エマヌエーレ2世によってイタリア王国が建国される。

### 現代
2020年、新型コロナウイルス感染症の拡大が顕著となり、同年3月9日には日本の外務省が感染症危険情報を発出して渡航中止勧告（レベル3）を出す規模に拡大した。
同年、10月、イモラ・サーキットにおいて州の名を冠したF1レース、エミリア・ロマーニャグランプリが初開催（同サーキットでは以前よりイタリアグランプリなどの開催実績あり）。
2023年5月、州内が集中豪雨に見舞われ洪水や地すべりが発生。9人が死亡、数千人が避難を強いられた。同月末に開催が予定されていた 2023年エミリア・ロマーニャグランプリは開催延期となった。

## 行政区画

エミリア＝ロマーニャ州と各県

エミリア＝ロマーニャ州は、以下の9県からなる。
左端の数字はISTATコード、アルファベット2文字は県名略記号を示す。人口は2012年1月1日現在。面積の単位はkm²。
|     |    | 県名                   | 綴り          | 県都               | 面積  | 人口    |
| --- | -- | ---------------------- | ------------- | ------------------ | ----- | ------- |
| 033 | PC | ピアチェンツァ県       | Piacenza      | ピアチェンツァ     | 2,589 | 284,440 |
| 034 | PR | パルマ県               | Parma         | パルマ             | 3,449 | 427,164 |
| 035 | RE | レッジョ・エミリア県   | Reggio Emilia | レッジョ・エミリア | 2,293 | 517,772 |
| 036 | MO | モデナ県               | Modena        | モデナ             | 2,688 | 685,822 |
| 037 | BO | ボローニャ県           | Bologna       | ボローニャ         | 3,703 | 976,053 |
| 038 | FE | フェラーラ県           | Ferrara       | フェラーラ         | 2,631 | 352,856 |
| 039 | RA | ラヴェンナ県           | Ravenna       | ラヴェンナ         | 1,858 | 384,428 |
| 040 | FC | フォルリ＝チェゼーナ県 | Forlì-Cesena  | フォルリ           | 2,377 | 390,677 |
| 099 | RN | リミニ県               | Rimini        | リミニ             | 863   | 322,028 |

## 住民

### 言語

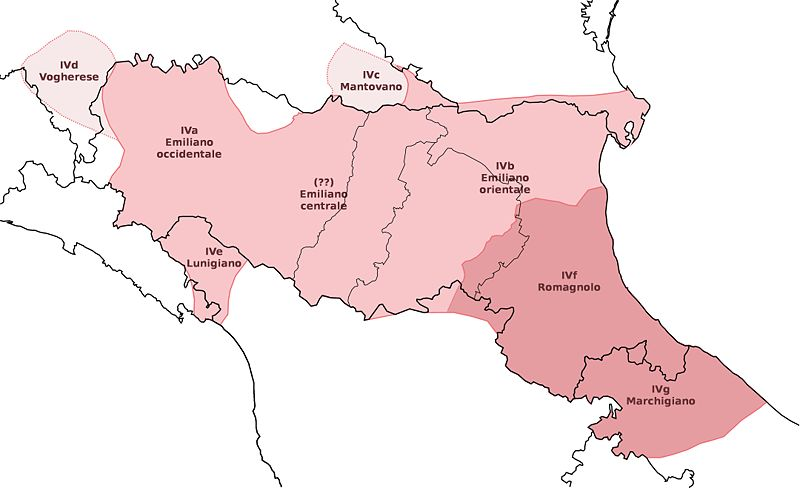
エミリア・ロマーニャ語の分布とその方言。
エミリア語
ロマーニャ語

2006年の国立統計研究所（ISTAT）の統計によれば、6歳以上の住民の家庭内での会話における言語状況は以下の通り。イタリア語（Italiano）、地方言語（Dialetto）、他の言語（Altra lingua）についてのデータで、左列が全国平均、右列がエミリア＝ロマーニャ州の数値である。
| 家庭内の会話における使用言語           | 全国  | 州    |
| -------------------------------------- | ----- | ----- |
| イタリア語のみ、あるいは主にイタリア語 | 45.5% | 55.0% |
| 地方言語のみ、あるいは主に地方言語     | 16.0% | 10.5% |
| イタリア語と地方言語の双方             | 32.5% | 28.3% |
| 他の言語                               | 5.1%  | 5.5%  |

エミリア＝ロマーニャ州では、地方言語としてエミリア・ロマーニャ語が話されている。ユネスコの「危機に瀕する言語」のレッドブックやエスノローグでは、エミリア・ロマーニャ語はイタリア語と別の言語とされている。
エミリア・ロマーニャ語
エミリア・ロマーニャ語は州のほぼ全域に加えて周辺州の一部やサンマリノなどでも話されており、より小さくはエミリア語とロマーニャ語に分類される。エミリア・ロマーニャ語は北イタリアで話されているピエモンテ語・ロンバルド語・リグリア語・ヴェネト語などと同じグループに属する言語で、ガロ・イタリア語と総称される（ロマンス諸語のうちの西ロマンス語の系統の一つ）。エミリア・ロマーニャ語話者は州外を含め約200万人とされるが、ユネスコによる「危機に瀕する言語」のリストでは「危険」（Definitely endangered）と評価されている。

## 社会

### 経済・産業
以下の企業が州内に本社を置くか、もしくは発祥の地とする。

#### 自動車工業
フェラーリ
モデナ県マラネッロに本社を置く。1947年、エンツォ・フェラーリにより創業。
ランボルギーニ
ボローニャ県サンターガタ・ボロニェーゼに本社を置く。1962年、フェルッチオ・ランボルギーニにより創業。
マセラティ
本社所在地はモデナ。1914年にボローニャで創業。
パガーニ・アウトモビリ
モデナ県サン・チェザーリオ・スル・パーナロに本社を置く。スーパーカーの生産のみを行う。
デ・トマソ
モデナに本社を置く。1959年創業。
ドゥカティ
ボローニャに本社を置くオートバイメーカー。1926年創業。電気・機械製品の製造から出発し、かつてはカメラも生産していた。

#### 食品産業
バリラ
イタリア最大の食品メーカー。1877年創業で、パルマに本社を置く。パスタをはじめ、加熱食品・調理済食品でイタリア最大のシェアを持つ。
パルマラット
バター、チーズなどの乳製品を中心とする食品メーカー。菓子なども製造する。ヨーロッパ有数の多国籍企業でもある。本社はパルマ県コッレッキオ。
セガフレード・ザネッティ
世界的にカフェやバールを運営する飲食店チェーン。ボローニャに本部がある。

## 文化・観光

### 食文化

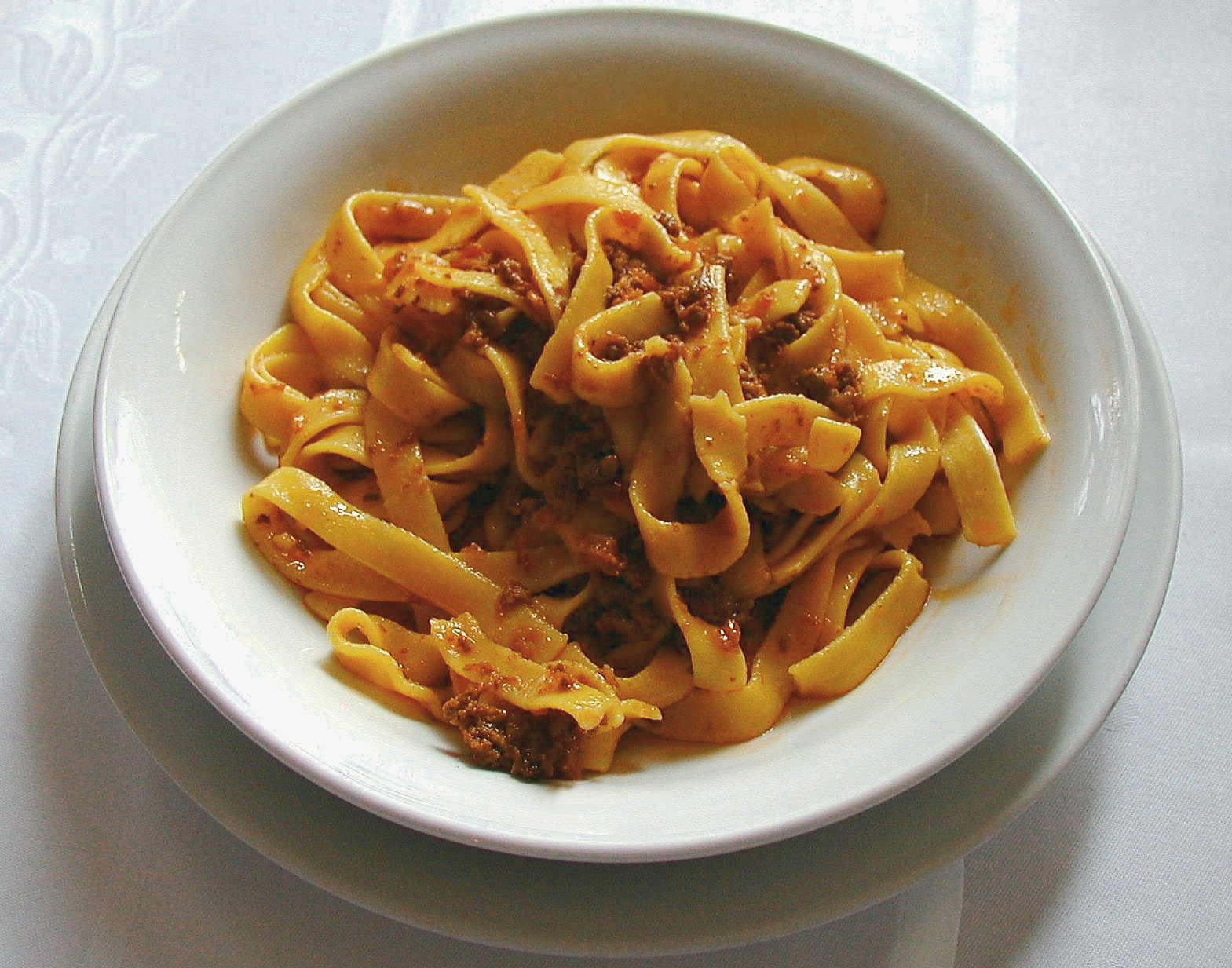
タリアテッレ・ボロネーゼ

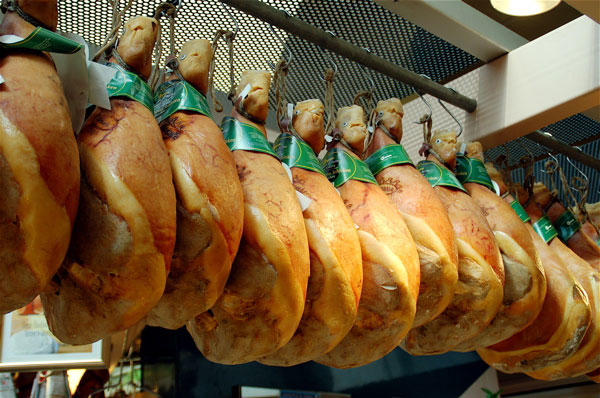
プロシュット・ディ・パルマ

パスタ・スープ類
エミリア＝ロマーニャ地方のパスタは、卵を用い薄力粉で作られているのが特徴である。ボローニャは、トルテッリーニ、ラザニア、タリアテッレで知られており、州内の他の地域でも同様のパスタ料理が見られる。肉とトマトを主材料とするミートソースを用いた料理は、ボローニャ風（ボロネーゼ）と呼ばれる。
レッジョ・エミリアでは新鮮な卵を用いて作られたパスタであるカペレッティが知られる（ボローニャのトルテッリーニと似ているが大きさが異なる）。エルバッツォーネは、典型的にはホウレンソウとパルミジャーノ・レッジャーノを詰めた塩味のあるパイである。ニョッコ・フリットは一種の揚げパンで、ハムやサラミと組み合わせて楽しまれる。
ロマーニャ地方では、ガルガネッリ、ストロッツァプレティなどが食べられる。ロンバルディア料理の影響の強いピアチェンツァでは米がよく食べられるが、ピアチェンツァを除くエミリア地方ではそれほど食べられていない。ポレンタはエミリア地方でもロマーニャ地方でもよく食べられる。
- コッピア・フェラレーゼ（IGP）

魚料理
アドリア海沿岸は漁場としても知られ、特にウナギとハマグリが有名である。

畜肉加工品・肉料理
エミリア＝ロマーニャ州は食肉加工品（とくに豚肉を原料とするもの）で名高い。イタリア語では豚肉の加工食品を総称してサルーメ salumeと言うが、その一種であるサラミ（イタリア語ではサラメ salame）やハム類（プロシュットなど）が生産されている。プロシュット・ディ・パルマ（いわゆるパルマハム）やモルタデッラ（いわゆるボロニアソーセージ）などはよく知られている。

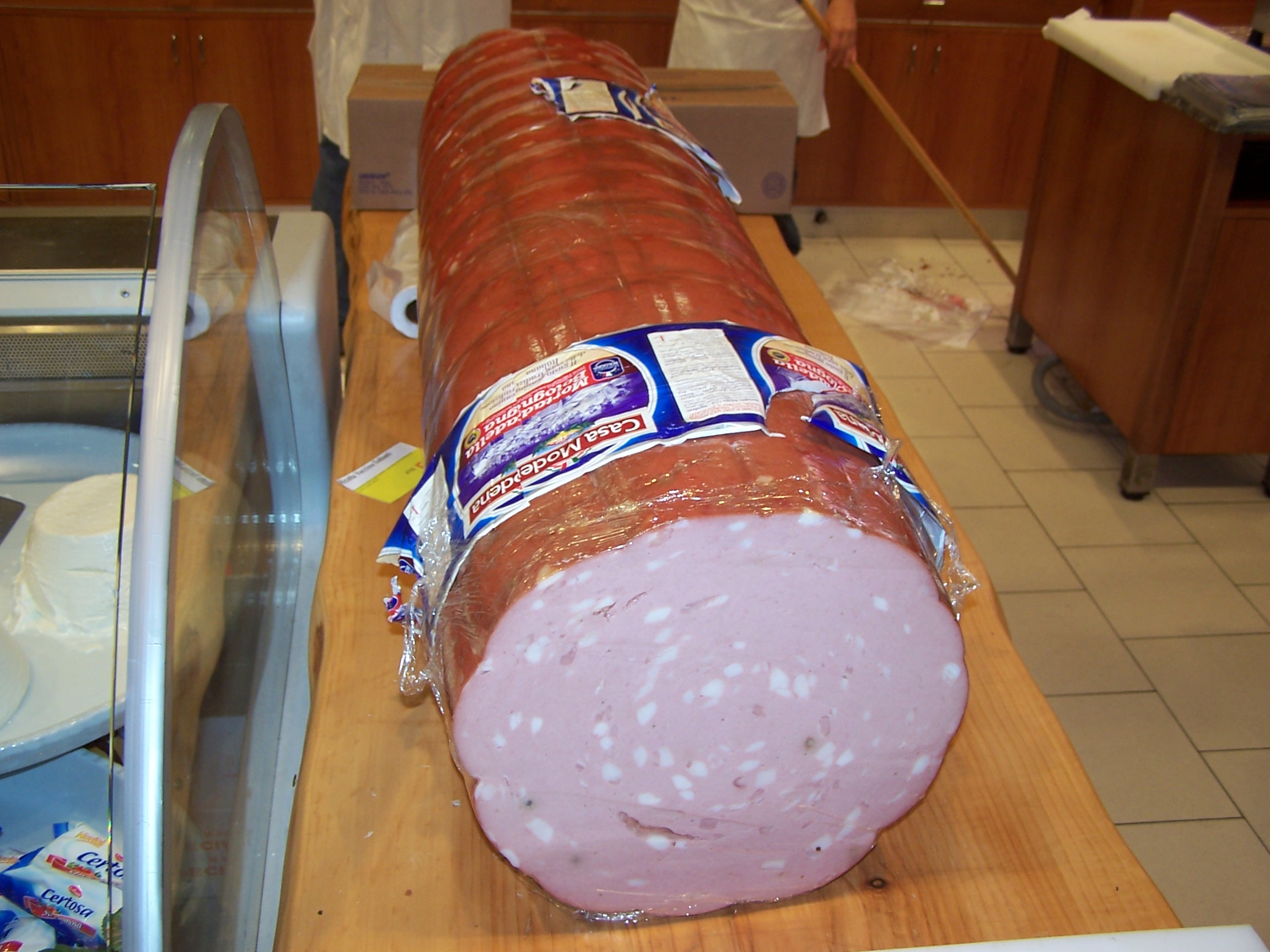
ボローニャのモルタデッラ

パルマではクラテッロやサラミ・ディ・フェリーノが、ピアチェンツァではパンチェッタやコッパ (it:Coppa (salume)) やサラミが、ボローニャではモルタデッラやサラミが、モデナではザンポーネやコテキーノが、フェラーラではサラマ・ダ・スゴがそれぞれ有名であり、原産地名称保護（DOP）や地理的表示保護（IGP）の指定を受けているものも多い。ピアチェンツァやフェラーラでは、馬肉やロバ肉を用いた料理がある。
DOPやIGPの指定を受けているものに以下がある。
- ピアチェンツァのパンチェッタ（DOP） (it:Pancetta Piacentina)  - ピアチェンツァ県
- ピアチェンツァのサラミ（DOP） (it:Salame Piacentino)  - ピアチェンツァ県
- ピアチェンツァのコッパ（DOP） (it:Coppa Piacentina)  - ピアチェンツァ県
- クラテッロ・ディ・ジベッロ（DOP） - パルマ県
- プロシュット・ディ・パルマ（DOP） - パルマ県
- プロシュット・ディ・モデナ（DOP） - モデナ県
- モデナのコテキーノ（IGP） (it:Cotechino Modena)  - モデナ県
- モデナのザンポーネ（IGP） (it:Zampone Modena)  - モデナ県
- ボローニャのモルタデッラ（IGP） (it:Mortadella Bologna)  - ボローニャ県

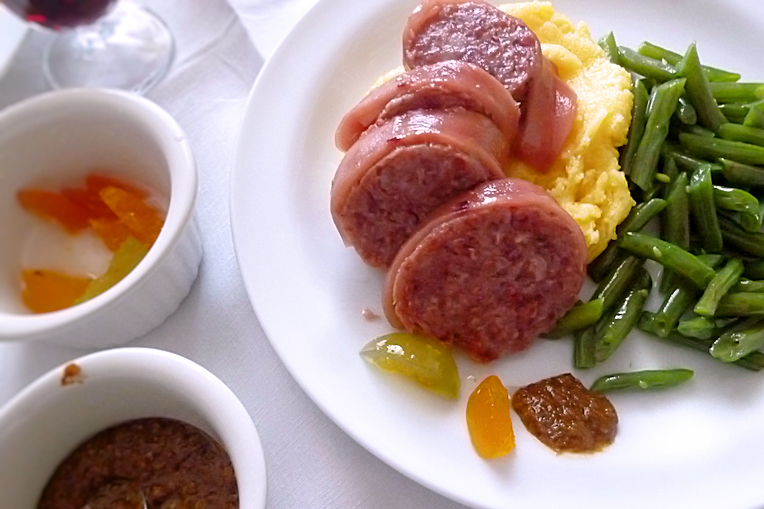
モデナのザンポーネ

- サラミニ・イタリアーニ猟師風（DOP） (it:Salamini italiani alla cacciatora) 
- 中央アペニン山脈の白牛（IGP） (Vitellone Bianco dell'Appennino Centrale) 

チーズ
パルミジャーノ・レッジャーノ（パルメザンチーズ）はレッジョ・エミリア、パルマ、モデナ、ボローニャで生産され、料理に広く使われている。ピアチェンツァなどではグラナ・パダーノが生産される。
- パルミジャーノ・レッジャーノ（DOP）
- グラナ・パダーノ（DOP）
- ヴァルパダーナのプロヴォローネ（DOP） (it:Provolone Valpadana) 

菓子（ドルチェ）
地域の伝統的なデザートとしては、ズッパ・イングレーゼ、パンペパート（コショウ、チョコレート、スパイス、アーモンドで味付けされたクリスマスケーキ）などがある。

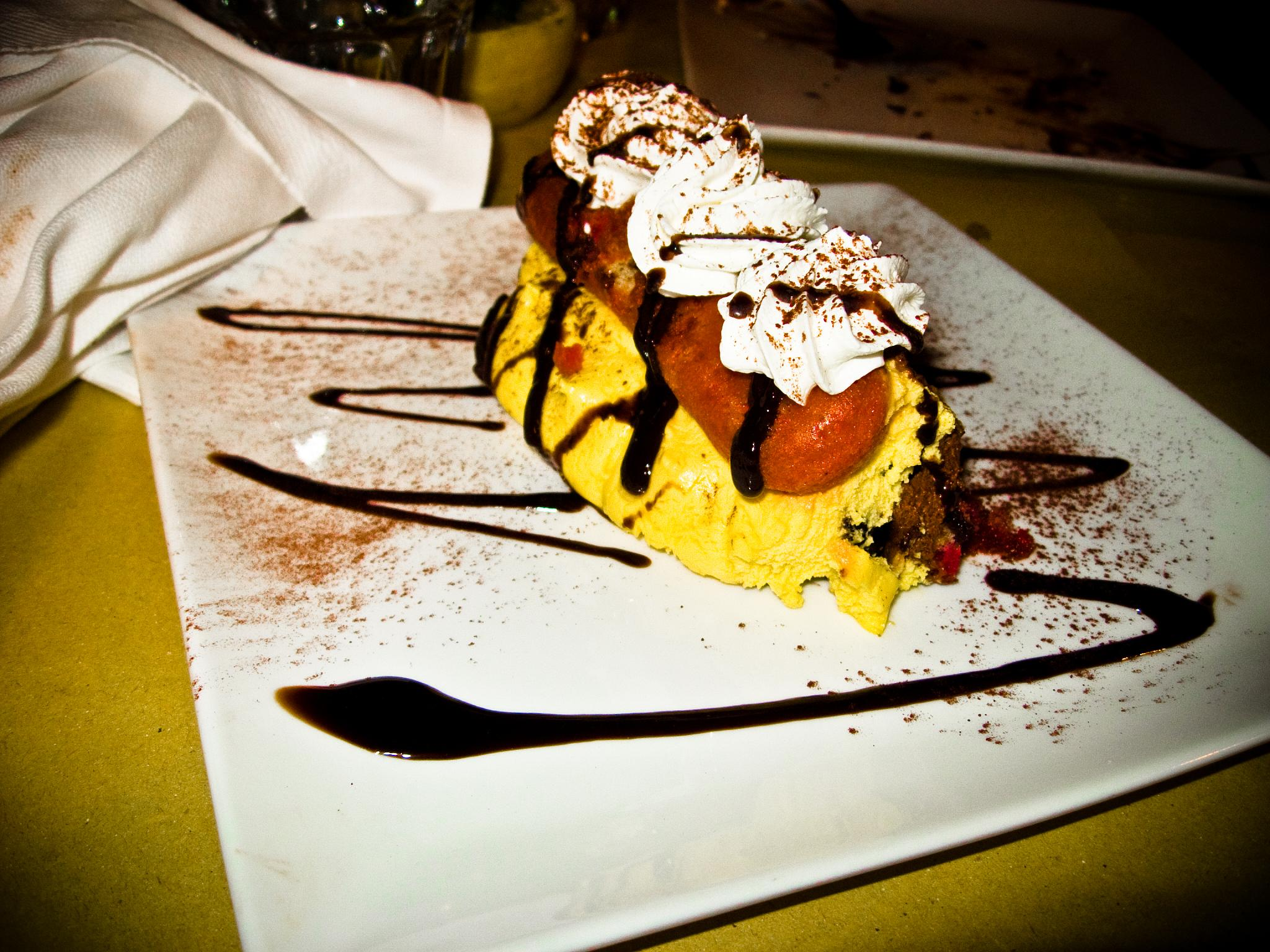
ズッパ・イングレーゼ
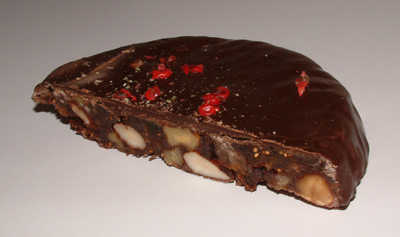
パンペパート

ワイン
以下の産地名称は、イタリアの原産地名称保護制度の中で最上級にあたる保証つき統制原産地呼称（DOCG）に指定されている。
- アルバーナ・ディ・ロマーニャ - ボローニャ県、フォルリ＝チェゼーナ県、ラヴェンナ県
- コッリ・ボロネージ・クラッシコ・ピニョレット

このほか、地域で生産される重要なワインとしては、ロマーニャのサンジョヴェーゼ、レッジョ・エミリアおよびモデナのランブルスコ、カニーナ・ディ・ロマーニャ、ピアチェンツァのトレッビアーノがある。

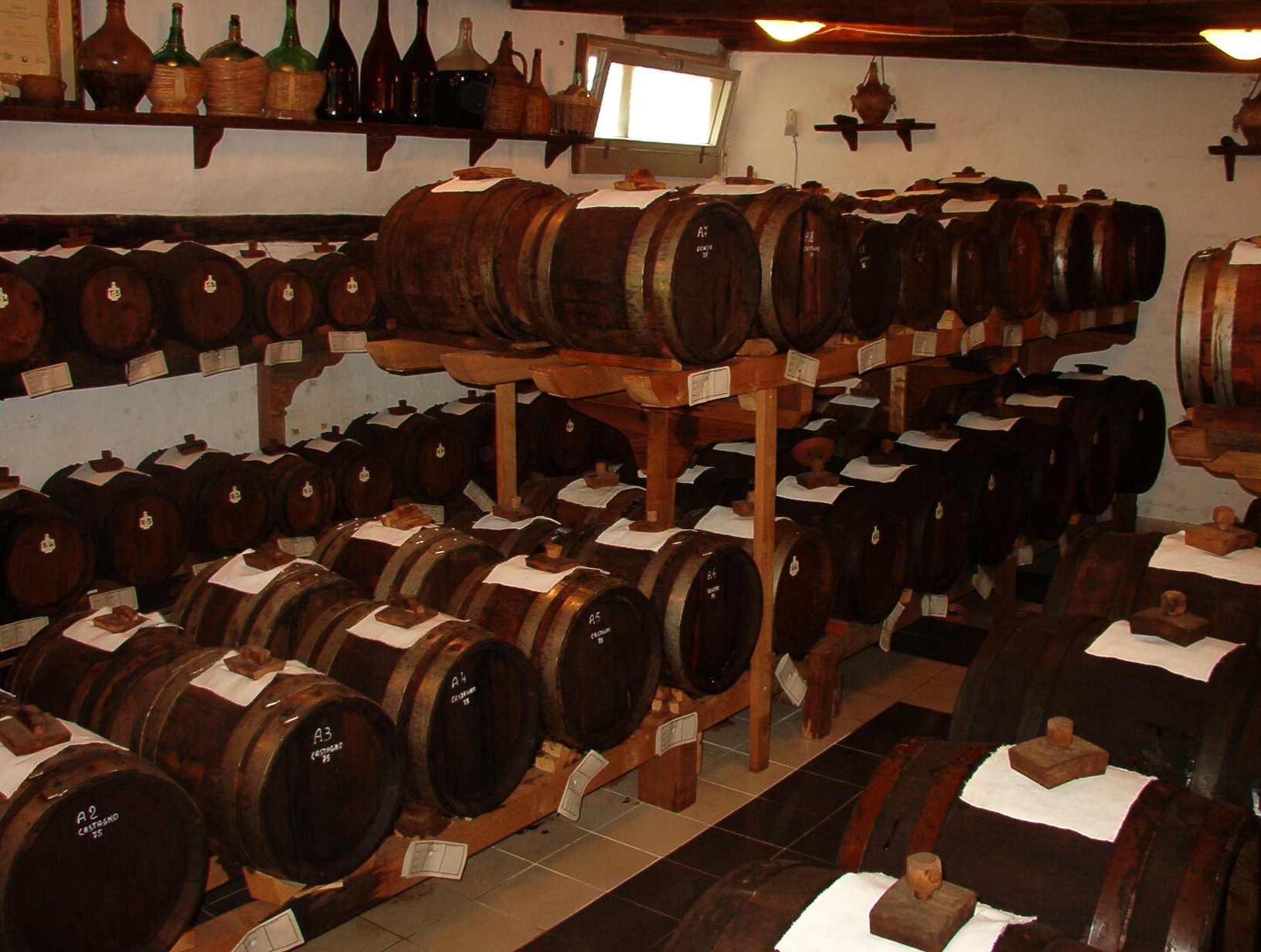
伝統的なバルサミコ酢の樽

バルサミコ酢
有名なバルサミコ酢は、エミリア地方のモデナ県、レッジョ・エミリア県で醸造される。この地域において規定の方法で醸造されたもののみが「アチェート・バルサミコ・トラディツィオナーレ」（Aceto Balsamico Tradizionale, 伝統的バルサミコ酢）と名乗ることが許される。
- レッジョ・エミリアの伝統的バルサミコ酢（DOP） (it) 
- モデナの伝統的バルサミコ酢（DOP） (it) 

オリーブオイル
- コッリーネ・ディ・ロマーニャのエキストラ・ヴァージン・オリーブオイル（DOP） (it:Colline di Romagna) 
- ブリシゲッラのエキストラ・ヴァージン・オリーブオイル（DOP） (it:Brisighella (olio)) 

その他の農産物
- ロマーニャのエシャロット（IGP） (it:Scalogno di Romagna) 
- アルテドの緑アスパラガス（IGP） (it:Asparago Verde di Altedo) 
- ボルゴターロのキノコ（IGP） (it:Fungo di Borgotaro) 
- カステル・デル・リオの栗（IGP） (it:Marrone di Castel del Rio) 
- エミリア＝ロマーニャの梨（IGP） (it:Pera dell'Emilia-Romagna) 
- ロマーニャの桃とネクタリン（IGP） (it:Pesca e Nettarina di Romagna) 

### 世界遺産
- フェラーラ：ルネサンス期の市街とポー川デルタ地帯 （フェラーラ県）
- ラヴェンナの初期キリスト教建築物群 （ラヴェンナ県）
- モデナの大聖堂、市民の塔、グランデ広場 （モデナ県)

## スポーツ

### サッカー
州内に本拠を置くプロサッカークラブとしては以下がある。所属リーグは2012-13シーズン現在。
- ボローニャFC （ボローニャ県ボローニャ） - セリエA（1部リーグ）
- パルマFC （パルマ県パルマ） - セリエA
- モデナFC （モデナ県モデナ） - セリエB（2部リーグ）
- USサッスオーロ・カルチョ （モデナ県サッスオーロ） - セリエA
- ACチェゼーナ （フォルリ＝チェゼーナ県チェゼーナ） - セリエB
- カルピFC （モデナ県カルピ） - レガ・プロ1（3部リーグ）
- ACレッジャーナ1919 （レッジョ・エミリア県レッジョ・エミリア） - レガ・プロ1
- クレモネーゼ （クレモナ県クレモナ） - レガ・プロ1
- ACジャコモネーゼ（英語版） （フェラーラ県マージ・トレッロ市マージ・サン・ジャコモ） - レガ・プロ2（4部リーグ）
- リミニ・カルチョFC （リミニ県リミニ） - レガ・プロ1
- ACベッラーリア・イジェーア・マリーナ（英語版） （リミニ県ベッラーリア＝イジェーア・マリーナ） - レガ・プロ2
- サンタルカンジェロ・カルチョ（英語版） （リミニ県サンタルカンジェロ・ディ・ロマーニャ） - レガ・プロ2
- フォルリFC （フォルリ＝チェゼーナ県フォルリ） - レガ・プロ2

5部リーグ（アマチュア最上位リーグ）のセリエDでは、ジローネB,D,Fに属する。エミリア＝ロマーニャ州の地方リーグ（6部リーグ）として、エッチェッレンツァ・エミリア＝ロマーニャがある。

## 交通

### 主要な道路
おおむね北および西を優先し、通過点もしくはその近傍の地名を示す。〔　〕内は州外。
高速道路
- アウトストラーダ A1（アウトストラーダ・デル・ソーレ）
〔ミラノ〕 - ピアチェンツァ - パルマ - レッジョ・エミリア - モデナ - ボローニャ - 〔フィレンツェ - ローマ - ナポリ〕
- アウトストラーダ A13
〔パドヴァ〕 - フェラーラ - ボローニャ
- アウトストラーダ A14（アウトストラーダ・アドリアーティカ）
ボローニャ - イーモラ - チェゼーナ - リミニ - 〔アンコーナ - バーリ - ターラント〕
（支線）：イーモラ東方 - ラヴェンナ
- アウトストラーダ A15（アウトストラーダ・デッラ・チサ）
パルマ - 〔ラ・スペツィア〕
- アウトストラーダ A21
〔トリノ - アレッサンドリア〕 - ピアチェンツァ - 〔クレモナ - ブレシア〕

### 主要な鉄道
- RFI（旧イタリア国鉄）運営
  - ミラノ＝ボローニャ高速線
  - ボローニャ＝フィレンツェ高速線
  - ミラノ＝ボローニャ線（イタリア語版）
  - ボローニャ＝アンコーナ線（イタリア語版）
  - ボローニャ＝フィレンツェ線（イタリア語版）
  - ボローニャ＝ヴェローナ線

### 空港
主要な空港には以下がある。

主要都市・観光地と空港を示した地図

- ボローニャ・ボルゴ・パニゴーレ空港 （ボローニャ）
- リミニ空港 （リミニ）
- パルマ空港（英語版） （パルマ）
- フォルリ空港（英語版） （フォルリ）

### 主要な港湾
- ラヴェンナ港

## 姉妹都市・友好都市
- 茨城県（日本）
  - 1986年4月17日 友好提携
つくば万博（1985年）を契機に交流を開始[13]。

## 人物

### 著名な出身者
- ジローラモ・サヴォナローラ - 15世紀の宗教家。フェラーラ生まれ。
- ピウス6世 - 18世紀のローマ教皇。チェゼーナ生まれ。
- ピウス7世 - 19世紀のローマ教皇。チェゼーナ生まれ。
- ジュゼッペ・ヴェルディ - 19世紀の作曲家。ブッセート生まれ。
- アントニオ・フォンタネージ - 19世紀の画家・美術教育者。お雇い外国人として訪日。レッジョ・エミリア生まれ。
- アルトゥーロ・トスカニーニ - 19-20世紀の指揮者・チェロ奏者。パルマ生まれ。
- グリエルモ・マルコーニ - 19-20世紀の発明家、無線電信開発者。ボローニャ生まれ。
- ベニート・ムッソリーニ - ファシスト党指導者、イタリア王国国家統領。プレダッピオ生まれ。
- ディーノ・グランディ - 外務大臣、モルダーノ生まれ。
- イタロ・バルボ - 20世紀の軍人・政治家。「ファシスト四天王」の一人。フェラーラ生まれ。
- アドネ・ツォーリ - イタリアのパルチザン・政治家。元イタリア共和国首相。
- エンツォ・フェラーリ - 20世紀の実業家、フェラーリ創業者。モデナ生まれ。
- フェルッチオ・ランボルギーニ - 20世紀の実業家、ランボルギーニ創業者。チェント生まれ。
- フェデリコ・フェリーニ - 20世紀の映画監督。リミニ生まれ。
- ピエル・パオロ・パゾリーニ - 20世紀の映画監督。ボローニャ生まれ。
- ジョルジオ・アルマーニ - ファッションデザイナー。ピアチェンツァ生まれ。
- ルチアーノ・パヴァロッティ - 20-21世紀のオペラ歌手。モデナ生まれ。
- ロマーノ・プローディ - 経済学者・政治家、イタリア共和国首相。スカンディアーノ生まれ。
- ベルナルド・ベルトルッチ - 映画監督。パルマ生まれ。
- アルベルト・ザッケローニ - サッカー選手・指導者。メルドラ生まれ、チェゼナーティコ育ち。